# Ендрю Френсіс Геффні

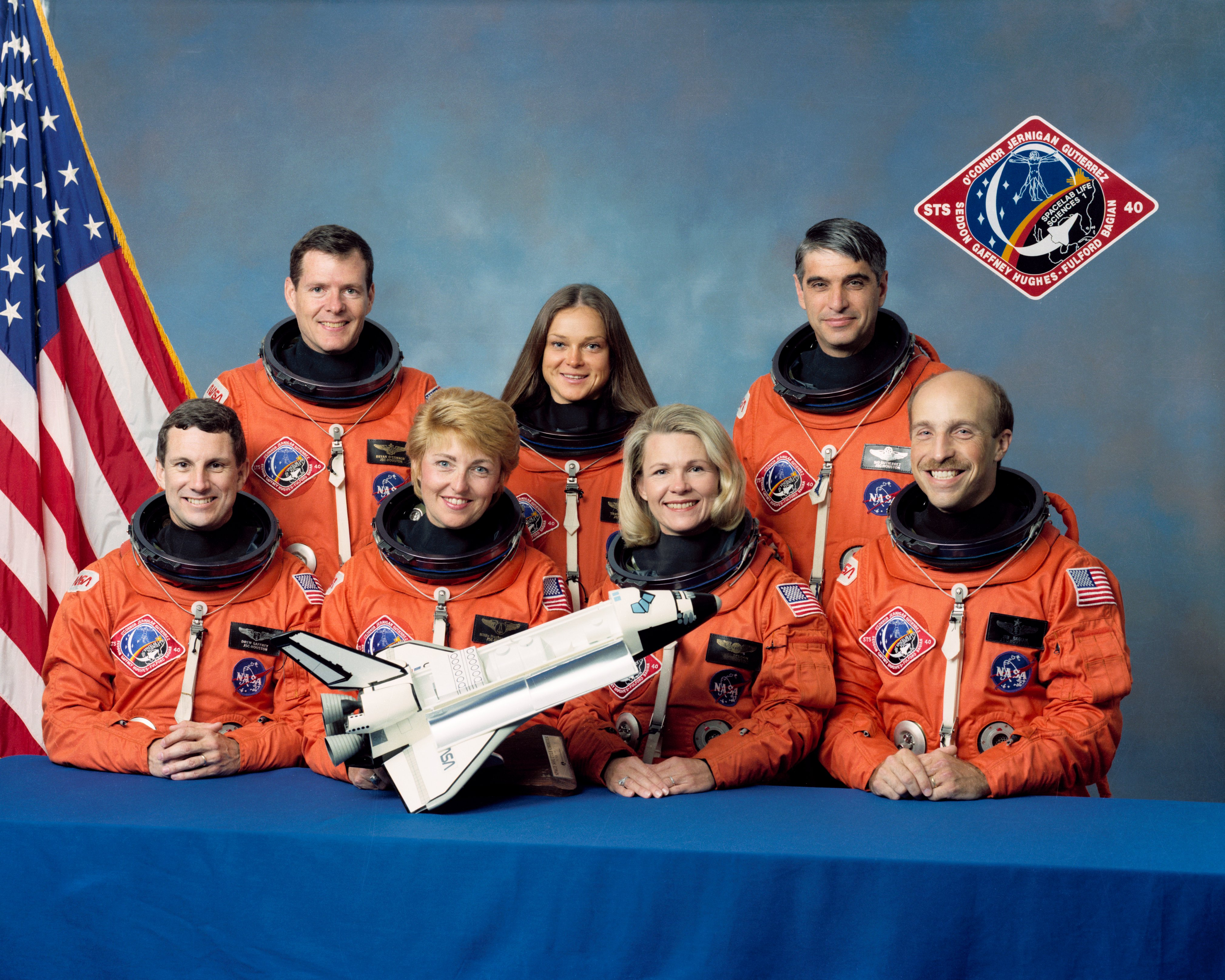
Екіпаж STS-40 — (ліво-право): Е. Геффі, Б. О'Коннор, М. Х'юз-Фулфорд, Т. Джерніган, М. Седдон, С. Гутьеррес й Дж. Бейгіан

Френсіс Ендрю Геффні (англ. Francis Andrew "Drew" Gaffney; нар. 9 червня 1946, Карлбад) — американський лікар і астронавт. Здійснив один космічний політ на шатлі: STS-40 (1991, «Колумбія»).

## Особисті дані та освіта
Френсіс Геффні народився 9 червня 1946 року в місті Карлсбаді, штат Нью-Мексико, де 1964 року закінчив середню школу. У 1968 році отримав ступінь бакалавра наук в області медицини, Каліфорнійський університет в Берклі. У 1972 році отримав ступінь доктора наук в галузі медицини, Університет штату Нью-Мексико.
Дружина — Шейлі Бейбл, у них дві дочки, Андреа Елейн (нар. 31 жовтня 1975 р.) і Лорен Мішель (нар. 1 березня 1981 р.). Захоплюється: велоспорт, подорожі, фотографування, підводне плавання.

## До НАСА
У 1975 році він закінчив 3-річну медичну інтернатуру і ординатуру в Головному міському госпіталі Клівленда, штат Огайо. Потім став працювати у відділенні кардіології Медичного Центру в Далласі (при Університеті Південно-західного Техасу. У 1979 році, тут же, став викладачем і доцентом медицини. З 1979 по 1987 рік обіймав пост помічника Директора Відділення ехокардіографії в Меморіальному госпіталі Паркленд, Даллас.

## Підготовка до космічних польотів
Брав участь у роботах по програмі «Спейслеб-2». З січня 1984 року став готуватися до польоту як спеціаліст з корисного навантаження, був призначений в політ на 1986 рік, проте після загибелі шаттла «Челленджер» на початку 1986 року, сітка польотів була змінена. Від січня 1987 по червень 1989 року працював старшим науковим співробітником в медичному управлінні у штаб-квартирі НАСА.

## Польоти у космос
Перший політ — STS-40, шаттл «Колумбія». З 5 по 14 червня 1991 року як спеціаліст з корисного навантаження. Основною метою місії STS-40 були експерименти з космічною лабораторією Спейслеб (в основному в області біології та медицини). Так само місія STS-40 примітна тим, що вперше в складі екіпажу знаходилися відразу три жінки-астронавта. Тривалість польоту склала 9 діб 2 години 15 хвилин.
Загальна тривалість польотів в космос — 9 днів 2 години 15 хвилин.

## Нагороди та премії
Нагороджений: Медаль «За космічний політ» (1991) та інші.

## Джерело
- Офіційна біографія НАСА [Архівовано 23 листопада 2013 у Wayback Machine.](англ.)